# 永九快速路
永九快速路是中国广东省广州市一条在建的南北向快速路，起于白云区钟落潭镇广从公路，途经黄埔区九佛街道、龙湖街道，止于新龙镇永龙大道。规划全长约18.93公里，双向十车道（广汕公路以南双向八车道），设计行车速度80公里每小时，共设高架桥19座。

## 历史
- 不晚于2006年当时新成立的萝岗区即有规划此路，见于《广州市国民经济和社会发展“十一五”规划汇编》。
- 2024年2月2日，永九快速路首段（兴龙大道-凤湖二路）通车[1]。
- 2024年12月9日，永九快速路（凤湖二路-钟太快速路）通车[3][4]。